# Agbogbloshie
Agbogbloshie je západní předměstí ghanského hlavního města Akkry. Leží na břehu laguny Korle, vytvořené řekou Odaw. Počet obyvatel se odhaduje na 40 000. Nachází se zde velké tržiště.
Osídlení bažinaté oblasti na okraji Akkry začalo ve druhé polovině dvacátého století. Stěhovali se sem převážně venkované, utíkající před chudobou a kmenovými válkami. Agbogbloshie je typickým slumem s nízkou kvalitou bydlení, nedostatkem pitné vody a vysokou kriminalitou. Většina obyvatel nemá stálé zaměstnání a živí se především zpracováním elektroodpadu. Měď, kterou je možno odprodat, se získává zapalováním vyřazených spotřebičů, z nichž uniká toxický kouř. V důsledku zamoření oblasti těžkými kovy mnoho místních obyvatel umírá předčasně. Dalším problémem spojeným s neregulovanou likvidací elektroodpadu je zneužívání citlivých dat zločineckými organizacemi.
O životě na skládce byl natočen rakouský dokumentární film Vítejte v Sodomě (2018). Skupina Placebo zmínila Agbogbloshie ve videoklipu k písni „Life's What You Make It“. Zdejšími poměry se zabývá americká nezisková organizace Basel Action Network. Ghanská vláda představila program KLERP, který má s mezinárodní pomocí dosáhnout renovace oblasti.
Spalování elektroodpadů a především plastů z nich vede ke kontaminaci celé skládky toxickými látkami, včetně dioxinů. V roce 2018 zde odebrali spolek Arnika a mezinárodní síť IPEN vzorek slepičích vajec z domácího chovu a analýza provedená v laboratoři Státního veterinárního ústavu v Praze v něm naměřila celosvětově nejvyšší koncentraci dioxinů zjištěnou ve vejcích z domácích chovů.
Existují studie, podle nichž navzdory rozsáhlé medializaci nejsou poměry v Agbogbloshie výrazně horší než v jiných chudinských čtvrtích afrických velkoměst.